# Radu Mărculescu
Radu Mărculescu (n. 1915, București - d. 2011) a fost un profesor de limba română, veteran de război în Campania din URSS, fost prizonier de război și deținut politic.
A urmat liceul Spiru Haret, în a cărei revistă, Vlăstarul, i-au fost publicate primele încercări literare. A terminat studiile universitare în 1938 cu o licență în Litere și Filozofie. Între 1939 și 1942 a predat limba română la liceele Gheorghe Lazăr și Aurel Vlaicu din Capitală; în același interval a publicat în periodice eseuri filozofice, studii literare și traduceri din lirica franceză. 
Mobilizat pe front, ia parte ca ofițer rezervist în Armata Regală Română la războiul antisovietic. În 1942, în urma bătăliei de la Cotul Donului, a fost luat prizonier. Ca represalii pentru participarea sa activă în lagărele de ofițeri români la rezistența împotriva prozelitismului ideologic și politic al puterii sovietice, va fi eliberat abia în 1951, după nouă ani de prizonierat. 
Între 1959 și 1964 are parte de o nouă detenție, de astă dată în spațiul concentraționar autohton, la Periprava, în urma unui simulacru de proces având drept capete de acuzare trei poeme pe care le scrisese, socotite subversive de regimul comunist.
Înainte de detenție își găsește de lucru în construcții; după eliberare, lucrează ca pictor de biserici. Atât între cele două detenții, cât și după 1964, este marginalizat și nu poate publica nimic.
Evenimentele din decembrie 1989 îl găsesc cu mai multe manuscrise de sertar; printre acestea, poemul dramatic Meșterul fără nume, nominalizat pentru premiile UNITER din 1992 și ulterior difuzat ca teatru radiofonic, va fi publicat în volumul Teatru: Meșterul fără nume. Magog (Vitruviu, 2001). 
În 1991 începe să-și descrie, în pagini memorialistice, experiența concentraționară: volumul Pătimiri și iluminări din captivitatea sovietică este urmat de Mărturii pentru Judecata de Apoi adunate din Gulagul Românesc (Aldine, 2005).